# Destination X 2009
Destination X 2009 è stata la quinta edizione del pay-per-view prodotto dalla Total Nonstop Action Wrestling (TNA). L'evento si è svolto il 15 marzo 2009 nella IMPACT! Zone di Orlando in Florida.

## Risultati
| # | Risultati | Stipulazioni | Durata |
| - | --- | --- | ------ |
| 1 | Taylor Wilde, Roxxi e The Governator hanno sconfitto The Beautiful People (Velvet Sky, Angelina Love e Madison Rayne) | Six-Knockout tag team match | 05:04  |
| 2 | Brutus Magnus ha sconfitto Eric Young                                                                                 | Single match | 04:45  |
| 3 | Matt Morgan ha sconfitto Abyss                                                                                        | Match of 10,000 Tacks | 08:48  |
| 4 | Awesome Kong (c) ha sconfitto Sojournor Bolt                                                                          | Single match per il titolo TNA Women's Knockout Championship                                                                            | 04:17  |
| 5 | Scott Steiner ha sconfitto Samoa Joe per squalifica                                                                   | Single match | 01:30  |
| 6 | A.J. Styles ha sconfitto Booker T (c)                                                                                 | Single match per il titolo TNA Legends Championship                                                                                     | 09:14  |
| 7 | Team 3D (Brother DeVon e Brother Ray) ha sconfitto Beer Money, Inc. (James Storm e Robert Roode) (c) per countout     | squalifica "Off the Wagon Challenge" per i titoli TNA World Tag Team Championship                                                       | 11:20  |
| 8 | Suicide ha sconfitto Alex Shelley (c), Chris Sabin, Consequences Creed e Jay Lethal                                   | Ultimate X match per il titolo TNA X Division Championship                                                                              | 14:10  |
| 9 | Sting (c) ha sconfitto Kurt Angle                                                                                     | Single match per il titolo TNA World Heavyweight Championship con Jeff Jarrett come arbitro speciale e Mick Foley come special enforcer | 13:50  |
|   | (c) è riferito al campione in carica al momento dell'inizio del match.                                                | |        |